# Caroline-Schlegel-Preis

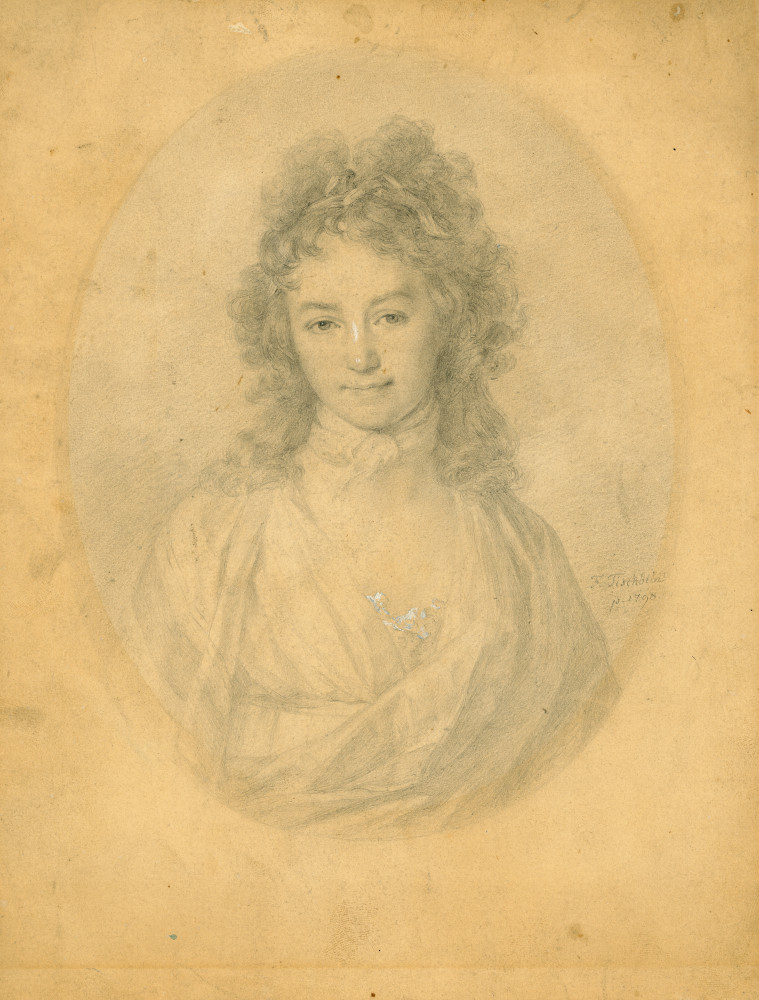
Johann Friedrich August Tischbein: Caroline Schlegel (1798), Städtische Museen Jena, JenaKultur

Der Caroline-Schlegel-Preis der Stadt Jena wurde im Jahr 2000 als literarischer Wettbewerbspreis erstmals ausgeschrieben. Äußerer Anlass war die Wiedereröffnung des Romantikerhauses in Jena. Der Preis wird seit 2002 alle drei Jahre für den deutschsprachigen Raum als Haupt- und/oder Förderpreis für Essayistik ausgeschrieben. Der Hauptpreis ist mit 5000 Euro, der Förderpreis mit 2500 Euro dotiert, die von privater Seite zur Verfügung gestellt werden. Der Preis wird vom Romantikerhaus als Teil der Städtischen Museen Jena im Namen der Stadt Jena vergeben.

## Präambel und Namensgebung des Preises
Um die Brüder August Wilhelm und Friedrich Schlegel sowie deren Frauen Caroline und Dorothea fanden sich um 1800 junge Literaten, Philosophen und Naturwissenschaftler zusammen. Sie sind als Kreis der ‚Jenaer Frühromantiker‘ in die europäische Kulturgeschichte eingegangen und begründeten eine Geistesströmung, die sich in den nachfolgenden Jahrzehnten als Literatur, Philosophie und Kunst der Romantik entfaltete und entscheidende Impulse für die Kunst und Kultur der Moderne lieferte.
Caroline Schlegel gilt als kommunikatives Zentralgestirn der Jenaer Frühromantiker und als eine der ersten emanzipierten Frauen der deutschen Literatur- und Kulturgeschichte. Sie war in zweiter Ehe mit dem Schriftsteller, Philologen und Übersetzer August Wilhelm Schlegel verheiratet und hatte nicht nur an der Gedankenwelt, sondern auch bedeutenden Werken der Frühromantiker entscheidenden Anteil. Zeitzeugenberichte und die Briefe der Caroline Schlegel bezeugen ihren Intellekt, Treffsicherheit sowie Spottlust und lassen eine Frau erkennen, die kritische Ratgeberin und geselliger Mittelpunkt eines geistigen Zirkels gewesen ist, der sich durch einen lebendigen Austausch von zukunftsweisenden Gedanken auszeichnete.

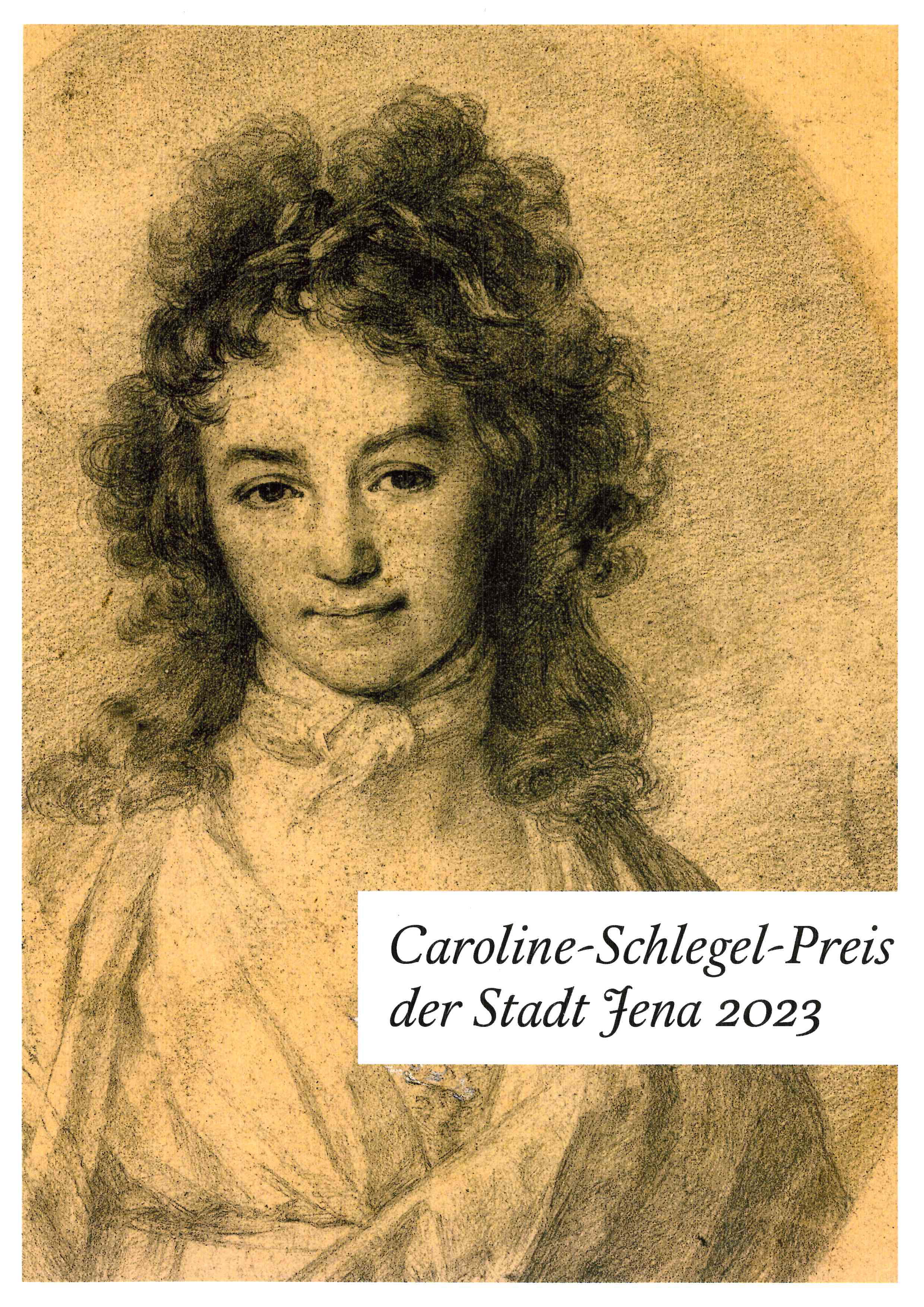
Caroline-Schlegel-Preis 2023

Ebenso intellektuell wie pointiert verkörpert Caroline Schlegel die für den Preis wichtigsten Tugenden: Eigensinn, sprachliche Gewandtheit, gedankliche Tiefe und gesellschaftlicher Mut.

## Kriterien und Jury
In Anlehnung an das Wirken der Namenspatronin Caroline Schlegel würdigt der Preis herausragende Leistungen im Genre Essay, die sich durch ein hohes sprachliches und stilistisches Niveau sowie eine vertiefte gedankliche Durchdringung des gewählten Themas auszeichnen. Der Förderpreis richtet sich insbesondere an Autorinnen und Autoren, die am Beginn ihres schriftstellerischen Schaffens stehen.
Die Bewerbung ist offen. Zugelassen sind alle deutschsprachigen essayistischen Texte, die entweder von den Autorinnen und Autoren selbst oder auf Vorschlag von Verlagen, literarischen Institutionen und Vereinen eingesendet werden. Die Einreichung ist auf einen Text je Autor oder Autorin beschränkt.
Die dreiköpfige Jury wird vom Romantikerhaus Jena bestellt. Der Jury steht es in begründeten Fällen frei, nur einen der Preise zu vergeben oder die Preissummen zu teilen.

## Preisträger
- 2023 Hauptpreis: Sandra Gugić für ihren Essay Traumalandschaft, undatiert; Förderpreis: Maurus Jacobs für seinen Essay OHNE
- 2020 Hauptpreis: Asal Dardan für ihren Essay Neue Jahre; Förderpreis: Lara Rüter für ihren Essay Oh, just remember, remember, remember
- 2017 Hauptpreis: Christoph Dieckmann für seinen Essay Mein Abendland. Die Ostverbindung; Förderpreis: Ronya Othmann für ihren Essay Eine Blume, grün, rot und gelb
- 2014 Hauptpreis: Andreas Dorschel für seinen Essay Ein verschollen geglaubter Brief der Korinther an Paulus; Förderpreis: Nancy Hünger für den Essay Die Stunde der Schatten – zu Wolfgang Hilbigs Erzählung Alte Abdeckerei
- 2011 Hauptpreis: Ina Hartwig für ihren Essay Die absolute Freiheit der Sinne; Förderpreise: Christina Müller-Gutowski für den Essay Goethe und die Linie 6 und Nadja Mayer für den Essay Die Digitalisierung der Empfindungen
- 2008 Hauptpreis: Thomas Hürlimann für seinen Essay Über die Treppe aus seinem Buch Der Sprung in den Papierkorb; Förderpreis: Dietmar Ebert für den Essay Vielleicht doch ein Roman – Nachdenken über Kertész‘ Dossier K.
- 2005 Hauptpreis: Sonja Hilzinger für den Essay Manchmal bin ich ein Vogel
- 2002 Hauptpreis: Burkhard Spinnen für seinen Essay Skandal; Förderpreis: Kai Agthe für den Essay Diese MAschine ist delicat wie ein kleiner Hund und macht viel Noth
- 2000 Förderpreis Essay: Juli Zeh für ihren Essay Justitia in Schlaghosen; Förderpreis Journalistik/Feuilleton: Steffen Kopetzky für den Text Planet Merkur

## Belege
1. ↑  romantikerhaus-jena.de: Grundsätze des Caroline-Schlegel-Preises der Stadt Jena. Abgerufen am 2. Februar 2021.